# Stefania Baruch
Stefania Baruch (ur. 26 listopada 1891 w Łodzi, zm. 22 stycznia 1963) – polska muzyczka, więźniarka hitlerowskich obozów koncentracyjnych.

## Życiorys
Przed wywiezieniem do obozu, Stefania Baruch mieszkała z rodziną w Tarnowie. 27 kwietnia 1942 została aresztowana, a następnie wywieziona do Auschwitz, dostając numer 6877. Wraz z utworzeniem przez nadzorczynię Marię Mandl w obozie kobiecej orkiestry w kwietniu 1943, Stefania została jej drugą członkinią, grając na gitarze i mandolinie. Razem z nią z Tarnowa została deportowana pierwsza dyrygentka orkiestry, Zofia Czajkowska. Później Stefania Baruch objęła w obozie nadzór blokowy u Czajkowskiej. Grała w orkiestrze do jej rozwiązania w październiku 1944 roku. Pomimo ogromnie trudnych warunków, we wspólnocie więziennej starała się zachować pogodę ducha i humor. Została przeniesiona do Bergen-Belsen – przeżyła